# Eugen Abele
Eugen Abele (* 1874; † 1951 in Bad Reichenhall) war ein deutscher Pfarrer und Heimatforscher.
Abele wirkte lange Jahre als Inspektor des Erzbischöflichen Knabenseminars in Freising.
Neben dieser Tätigkeit setzte Abele sich intensiv mit der Geschichte des Freisinger Domberges auseinander. 1919 veröffentlichte er den ersten Führer über den Freisinger Dom. Dieser Kirchenführer gilt noch heute als Standardwerk. 1928 verfasste er anlässlich des 100-jährigen Bestehens eine Chronik des Domgymnasiums.
Seinen Lebensabend verbrachte er als freiresignierender Pfarrer an der Stadtpfarrkirche von Bad Reichenhall und als Geistlicher Rat des Klosters St. Zeno.
In Erinnerung an das Werk Abeles benannte die Stadt Freising im Norden des Stadtgebiets die Abelestraße nach ihm. 

## Werke
- Das Brevier und seine Rubriken. Freising 1914
- Der Dom zu Freising. Freising 1919
- Bericht über das 1200jährige St. Korbinians-Jubiläum zu Freising vom 6. bis 13. Juli 1924. Freising 1924
- Hundert Jahre hum. Gymnasium Freising. Freising 1928

| Personendaten    | Personendaten                        |
| ---------------- | ------------------------------------ |
| NAME             | Abele, Eugen                         |
| KURZBESCHREIBUNG | deutscher Pfarrer und Heimatforscher |
| GEBURTSDATUM     | 1874                                 |
| STERBEDATUM      | 1951                                 |
| STERBEORT        | Bad Reichenhall                      |